# Роздольна сільська рада
Роздо́льна сільська рада (рос. Роздольный сельский совет) — сільське поселення у складі Біляєвського району Оренбурзької області Росії.
Адміністративний центр — село Міждуріч'є.

## Населення
Населення — 439 осіб (2019; 515 в 2010, 693 у 2002).

## Склад
До складу сільської ради входять:
| Населений пункт     | Населення, осіб (2002) | Населення, осіб (2010) |
| ------------------- | ---------------------- | ---------------------- |
| Воздвиженка, селище | 48                     | 0                      |
| Міждуріч'є, село    | 508                    | 424                    |
| Хліборобне, селище  | 137                    | 91                     |